# Alexander Povernov
Alexander Povernov (1978. február 17. –) német amatőr ökölvívó.

## Eredményei
- 2005-ben  bronzérmes a világbajnokságon nehézsúlyban.
- 2006-ban bronzérmes az Európa-bajnokságon nehézsúlyban.
- 2007-ben a világbajnokságon már a nyolcaddöntőben vereséget szenvedett a későbbi győztes olasz Clemente Russótól.
- német bajnok nehézsúlyban (2000, 2004, 2005, 2006 és 2007).